# عبد الوهاب العراقي
عبد الوهاب العراقي سياسي مغربي ولد في فاس. كان سكريتيرا ثانيا مكلفا بالتجارة في حكومات مغربية متتالية بين 11 مارس 1968 و 9 ماي 1979.